# Cortes (Leiria)
Cortes ist eine Gemeinde (Freguesia) im portugiesischen Kreis (Concelho) von Leiria. In ihr leben 3066 Einwohner (Stand 30. Juni 2011).

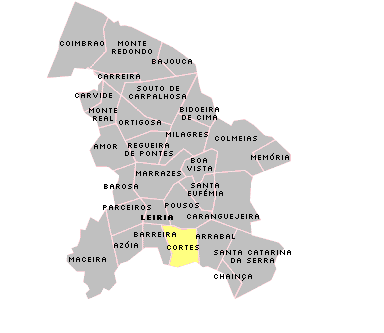
Lage der Gemeinde im Kreis Leiria

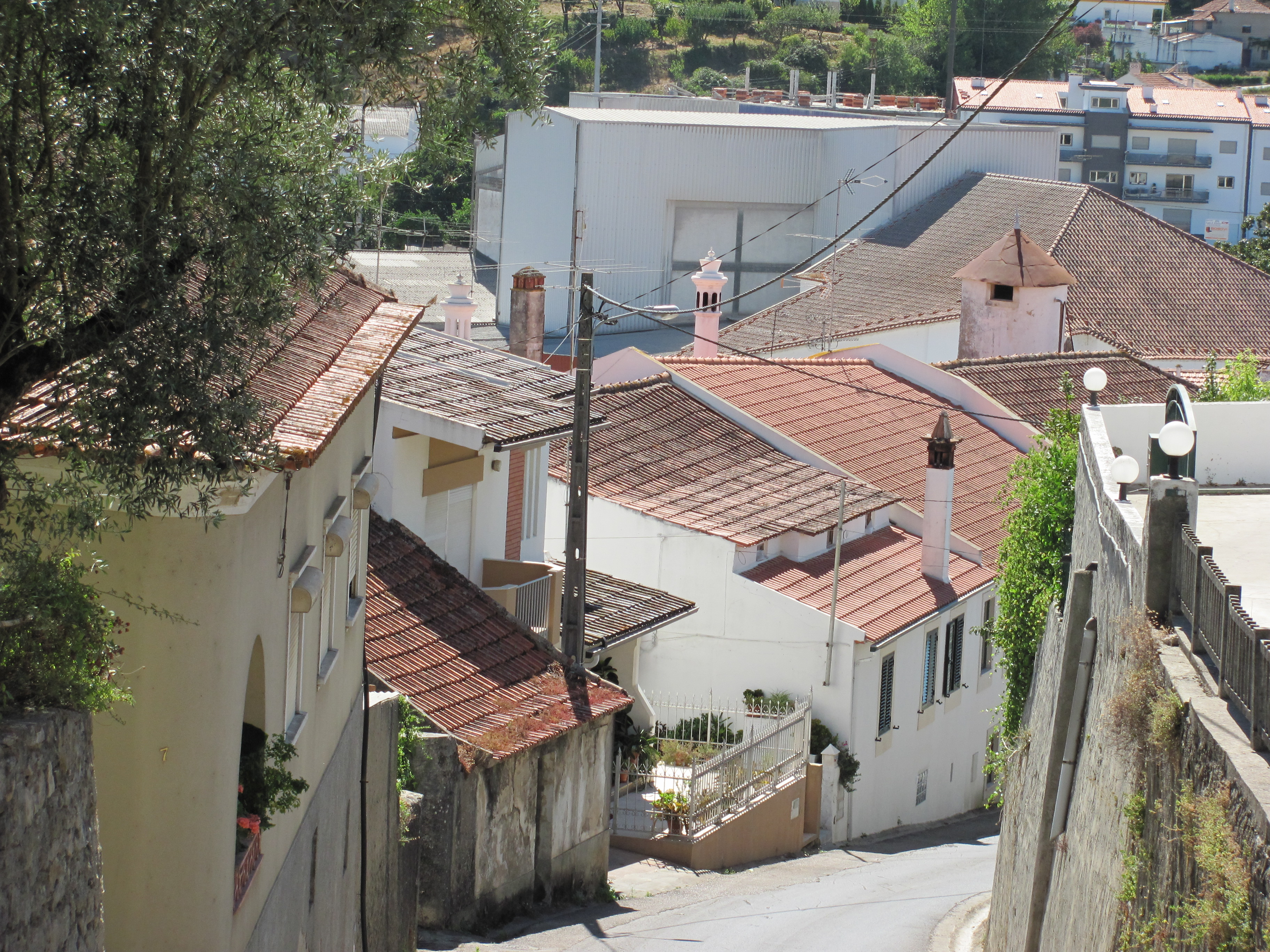
Im Ort Cortes

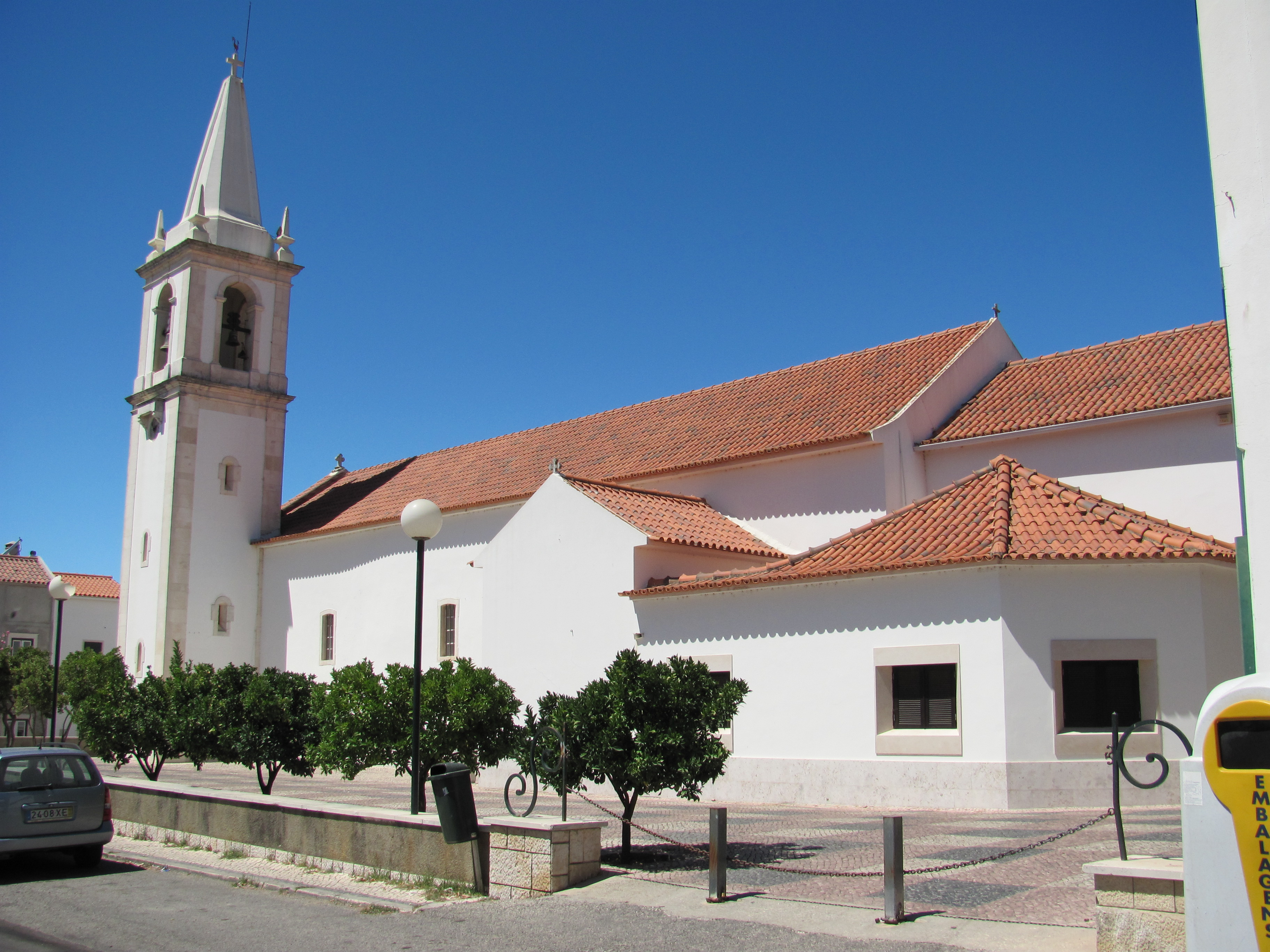
Die Gemeindekirche Nossa Senhora da Gaiola

## Geschichte
Die erste Erwähnung des Ortes stammt aus dem Jahr 1250, aus einer Besitzstandserhebung des Templerordens in Tomar. Seit 1592 ist Cortes eine eigene Gemeinde.

## Kultur und Sehenswürdigkeiten
Eine Reihe von Herrenhäusern und Sakralbauten steht in der Gemeinde unter Denkmalschutz, darunter die ab 1550 errichtete barocke Gemeindekirche Igreja Paroquial de Cortes (auch Igreja de Nossa Senhora da Gaiola).

## Söhne und Töchter
- Anacleto Cordeiro Gonçalves de Oliveira (1946–2020), römisch-katholischer  Bischof von Viana do Castelo
- António Xavier Rodrigues Cordeiro (1819–1896), Schriftsteller